# 20530 Johnayres
20530 Johnayres este un asteroid din centura principală de asteroizi.

## Descriere
20530 Johnayres este un asteroid din centura principală de asteroizi. A fost descoperit pe 7 septembrie 1999 la Socorro, New Mexico, în cadrul proiectului LINEAR. Asteroidul prezintă o orbită caracterizată de o semiaxă mare de 3,14 ua, o excentricitate de 0,18 și o înclinație de 1,0° în raport cu ecliptica.